# Gaston Berger
Gaston Berger (1 de outubro de 1896 em São Luís, Senegal - 13 novembro de 1960, Longjumeau) foi um filósofo, futurólogo e membro do alto escalão do governo francês.
É conhecido principalmente por seus estudos sobre Edmund Husserl, seus trabalhos sobre caracterologia e por ter participado da criação do INSA Lyon. Ele é o inventor do termo prospectiva, que significa “estudo dos futuros possíveis” e da antropologia prospectiva, que ele define como a ciência do homem por vir. 

## Biografia
Gaston Berger Nasceu no Senegal, então colônia francesa. Ele seguiu seus estudos primários e secundários no Lycée de Perpignan. O divórcio dos pais o levou a trabalhar desde os 14 anos.
Na véspera de seu aniversário de 18 anos, Gaston Berger antecipa o chamado e se alista voluntariamente no exército francês, por onde permaneceu durante cinco anos. Passou quase três anos em várias frentes, participou da campanha oriental, da Grécia aos Dardanelos. Ele voltou como oficial e condecorado com a Cruz de Guerra. Depois da guerra, voltou ao lagar onde trabalhou em Marselha, tornando-se gerente.
Aos 25 anos, apaixonado pela filosofia, decidiu retomar os estudos e se preparar para o bacharelado no Lycée Thiers, onde deu início a sua bem-sucedida e diversificada carreira intelectual. Na década de 1930, exerce simultaneamente a atividade de administrador de empresas, a de diretor de estudos filosóficos e a redação de sua tese sobre Husserl.
Gaston Berger faleceu em um acidente automobilístico em 1960. Ele era pai do coreógrafo Maurice Béjart.

### Títulos, funções e honrarias
- Cruz de Guerra da França, 1914-1918
- Fundador da Sociedade de Estudos Filosóficos do Sudeste (1926)
- Presidente do primeiro Congresso Nacional das Sociedades Filosóficas Francesas (1938)
- Secretário-geral da Comissão Fulbright , responsável pelas relações culturais entre a França e os Estados Unidos (1949)
- Diretor responsável pelo ensino superior no Ministério da Educação Nacional da França (entre 1953 a 1960)
- Membro da Academia de Ciências Morais e Políticas (1955)
- Fundador da revista e do centro sobre Prospectiva (1957)
- Criou com Robert Goetz o INSA Lyon (1957)

## Obra
- As condições de inteligibilidade e o problema da contingência , col. "Prospective", Paris: L'Harmattan, 2010 (ISBN  978-2-296-13589-5) .
- "Husserl e Hume", Revisão Internacional de Filosofia, 1939
- Pesquisa sobre as condições do conhecimento , Paris, PUF, 1941
- O Cogito na Filosofia de Husserl , Paris, Aubier, 1941
- Fenomenologia do tempo e perspectiva , Paris, PUF, 1964
- O homem moderno e sua educação, Paris, PUF, 1967,
- Tratado prático de análise de caráter , Paris, PUF, 1950 - reed. 2010
- Questionário caracterológico , PUF, Paris, 1950
- Caráter e Personalidade , Paris, PUF, 1954
- Philippe Durance (ed.), De la prospect, Textos fundamentais do prospectivo francês 1955-1966 (16 textos, incluindo 11 de Gaston Berger), Paris, L'Harmattan, 2007.